# Schelp (kunstwerk)

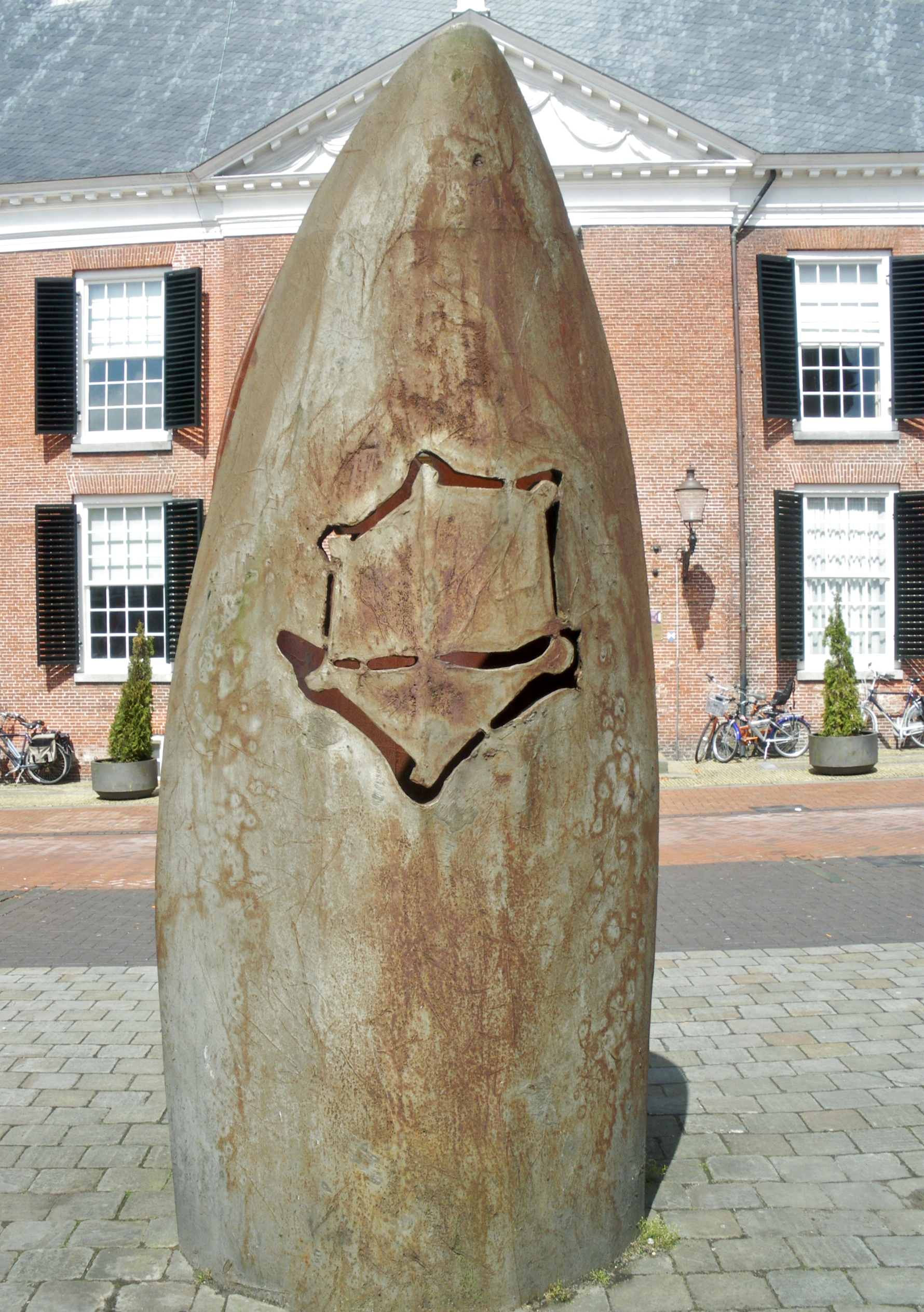
De zuidelijke schelp met de oude stadswallen afgebeeld.

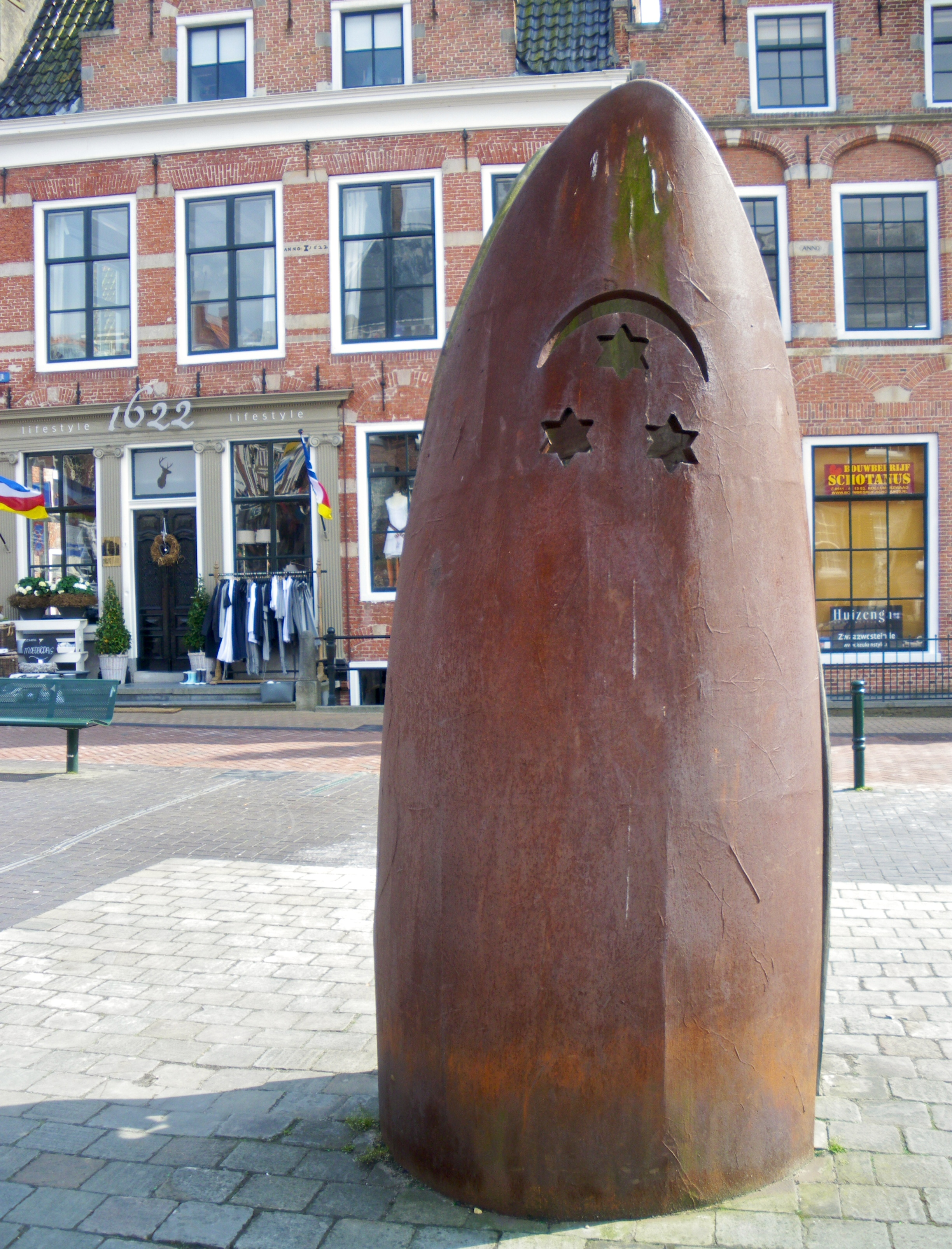
De noordelijke schelp met het stadswapen afgebeeld.

De Schelp (Fries: De Skelp) is een kunstwerk op De Zijl in Dokkum uit 1998 gemaakt door Gerrit Terpstra.

## Betekenis
De Zijl was de sluis tussen zee en land. Daar heeft Gerrit Terpstra een van zijn twee beelden geplaatst (de andere, Masten staat in het Dokkumergrootdiep).
Het bestaat uit twee staande schelpachtige vormen. Omdat De Zijl (sluis) over het water gaat doet het geluid in de Schelp, zoals bij echte schelpen, aan de zee denken.
De vormen doen ook denken aan de voorheen aanwezige sluisdeuren.

## Beeld
De zuidelijke schelp is gemaakt van roestvast staal en heeft een uitsnede in de vorm van de oude stadswallen. De noordelijke schelp is gemaakt van gietijzer en beeldt de sterren en de maan af van het Dokkumse stadswapen in de uitsnede.
Het licht van de Zon schijnt door de uitgesneden vorm van de roestvrije schelp en vormt een soort zonnewijzer aan de binnenkant van de gietijzeren vorm.